# Jadwiga Łuszczewska
Jadwiga Łuszczewska, AFI /jadˈviɡa wuʃˈt͡ʃɛvska/ (pseudònim literari Deotyma, nascuda l'1 d'agost de 1834 a Varsòvia, morta el 23 de setembre de 1908 a la mateixa ciutat) fou una poetessa i novel·lista polonesa del romanticisme.

## Biografia
El seu pare fou Wacław Józef Łuszczewski Korczak (1806-1867), conseller d'estat i director del Departament d'Indústria i Arts del Comitè d'Interior del Regne de Polònia. La mare, Magdalena, provenia de la família Żółtowski. Era neta d'Edward Żółtowski, un general de l'exèrcit de Napoleó. Jadwiga es va formar en un ambient patriòtic, on es prestava molta atenció a la història i la literatura. De fet, el context polític del poble polonès: la divisió del país entre tres grans potències veïnes, va animar les famílies amb els mitjans econòmics a criar els fills en un esperit patriòtic i piadós.
Els pares de Jadwiga organitzaven cada setmana una saló literari i artístic a casa seva i acolliren moltes personalitats de l'elit intel·lectual de Varsòvia, que venien a escoltar o a recitar poemes, diàlegs i improvisacions. També es podia escoltar música i les cançons arribaven a amenitzar les tardes. Entre els convidats es trobaven: Andrzej Zamoyski, Wacław Szymanowski, Edward Dembowski, Stanisław Moniuszko, Kazimierz Lubomirski, Narcyza Żmichowska, Maria Kalergis i moltes altres. La jove Jadwiga era molt aficionada a la literatura: va llegir els escrits de Plutarc gràcies a la traducció realitzada pel poeta Ignacy Krasicki, les obres dels filòsofs Józef Hoene-Wroński i Louis-Claude de Saint-Martin eren molt coneguts per a ella i la lectura preferida de la seva infantesa fou La Rosa de Tanneburg de l'escriptor alemany Christoph von Schmid.Així preparada, els seus pares van acceptar la seva aparició al saló quan tenia quinze anys.
El fruit d'aquesta exquisida educació foren els seus nombrosos viatges amb els seus pares arreu del territori polonès. Els anys 1856-1860 va visitar la Gran Polònia, Malbork, Gdańsk i els voltants de Sandomierz. Va conèixer les muntanyes Świętokrzyskie, les muntanyes Pieniny i Tatra. Va publicar una gran sèrie de reportatges sobre el Tatra i Pieniny titulada Wrażenia z Karpat ("Impressions dels Carpats") a la "Gazeta Warszawska".Després va visitar Àustria, Bèlgica, França i Itàlia. El sobrenom "Deotyma" (Diotima) va ser triat per la seva mare quan Jadwiga tenia diversos anys. Ràpidament va obtenir publicitat i admiració com a improvisadora de poesia.
Jadwiga també es va implicar en activitats patriòtiques. Va participar en manifestacions patriòtiques que van tenir lloc a Varsòvia des de 1860. Amb el pas del temps, el poeta va donar suport a la política realista del marcgravi Alexander Wielopolski, un dels habituals del saló artístic i literari de la família Łuszczewski.
Després de l'esclat de la Revolta de Gener, Wacław Łuszczewski va renunciar a la seva dignitat com a camarlenc del tsar, motiu pel qual va ser arrestat i enviat al 1863 a les profunditats de l'Imperi Rus. Deotyma va decidir acompanyar el seu pare.
El 1865, Wacław i la seva filla van tornar a Varsòvia. El 1867, el pare de la poetessa va morir, i el 1869 també va morir la seva mare. Deotyma visqué a casa seva al carrer Marszałkowska 153 (carrer Królewska)i des de 1870 regentava el seu propi saló literari. Va ser el començament dels "dijous literaris" de Deotyma coneguts a Varsòvia.
Es va retirar de la vida social per culpa d'una malaltia. Jadwiga Łuszczewska va morir el 23 de setembre de 1908 i va ser enterrada al cementiri de Powązki. La seva tomba està adornada amb l'escultura "Àngel de la Resurrecció" de Daniel Zaleski.

## Creatitivitat
Łuszczewska va ser l'autor de moltes col·leccions de poemes, poemes, obres de teatre i novel·les. Va iniciar la seva activitat creativa el 1852 amb improvisacions públiques. El 1854 va publicar el primer volum d'Improwizacje i poezje ("Improvisacions i poesia") a Varsòvia.
En un cicle de poemes èpics titulats Polònia en cançó, polonès: Polska w pieśni, es va fixar com a objectiu de descriure la història del seu país natal. Aquests poemes van ser creats durant diverses dècades. El cicle es va estendre des de temps llegendaris, titulat Lech (1859) fins a l'obra inacabada Sobieski a prop de Viena, polonès: Sobieski pod Wiedniem (1908). Tot i això, els poemes no van suscitar l'elogi de la crítica.
La seva popularitat va ser guanyada per les novel·les històriques destinades a la joventut, en particular Panienka z okienka ("La noia a la finestra") (1893), Branka w jasyrze i Pamiętnik ("Memòries") que abastaven els anys 1834-1897. També és autora de la novel·la de ciència-ficció Zwierciadlana zagadka ("L'enigma del mirall") (1879).

### Obres selectes
- Improwizacje i poezje (1854)
- Lech (1859)
- Wanda (1887)
- Panienka z okienka (1893)
- Sobieski pod Wiedniem (1908)
- Pamiętnik[4]
- Branki w jasyrze
- Zwierciadlana zagadka[5]